# Maisons (Calvados)
Maisons és un municipi francès situat al departament de Calvados i a la regió de Normandia. L'any 2007 tenia 399 habitants.

## Demografia

### Població
El 2007 la població de fet de Maisons era de 399 persones. Hi havia 154 famílies de les quals 32 eren unipersonals (12 homes vivint sols i 20 dones vivint soles), 61 parelles sense fills, 57 parelles amb fills i 4 famílies monoparentals amb fills.
La població ha evolucionat segons el següent gràfic:
Habitants censats

### Habitatges
El 2007 hi havia 173 habitatges, 152 eren l'habitatge principal de la família, 18 eren segones residències i 3 estaven desocupats. Tots els 173 habitatges eren cases. Dels 152 habitatges principals, 125 estaven ocupats pels seus propietaris, 16 estaven llogats i ocupats pels llogaters i 10 estaven cedits a títol gratuït; 4 tenien dues cambres, 6 en tenien tres, 30 en tenien quatre i 111 en tenien cinc o més. 143 habitatges disposaven pel capbaix d'una plaça de pàrquing. A 55 habitatges hi havia un automòbil i a 87 n'hi havia dos o més.

### Piràmide de població
La piràmide de població per edats i sexe el 2009 era:
| Homes | Edats   | Dones |
| ----- | ------- | ----- |
| 0     | 95 o +  | 0     |
| 0     | 90 a 94 | 0     |
| 0     | 85 a 89 | 4     |
| 0     | 80 a 84 | 0     |
| 12    | 75 a 79 | 8     |
| 4     | 70 a 74 | 12    |
| 4     | 65 a 69 | 4     |
| 8     | 60 a 64 | 8     |
| 12    | 55 a 59 | 12    |
| 20    | 50 a 54 | 20    |
| 12    | 45 a 49 | 12    |
| 8     | 40 a 44 | 20    |
| 16    | 35 a 39 | 12    |
| 4     | 30 a 34 | 4     |
| 8     | 25 a 29 | 4     |
| 12    | 20 a 24 | 0     |
| 28    | 15 a 19 | 16    |
| 8     | 10 a 14 | 12    |
| 8     | 5 a 9   | 0     |
| 12    | 0 a 4   | 4     |

## Economia
El 2007 la població en edat de treballar era de 266 persones, 180 eren actives i 86 eren inactives. De les 180 persones actives 168 estaven ocupades (92 homes i 76 dones) i 12 estaven aturades (7 homes i 5 dones). De les 86 persones inactives 37 estaven jubilades, 27 estaven estudiant i 22 estaven classificades com a «altres inactius».

### Ingressos
El 2009 a Maisons hi havia 142 unitats fiscals que integraven 382 persones, la mediana anual d'ingressos fiscals per persona era de 20.596,5 €.

### Activitats econòmiques
Dels 17 establiments que hi havia el 2007, 1 era d'una empresa extractiva, 4 d'empreses de construcció, 1 d'una empresa d'hostatgeria i restauració, 1 d'una empresa d'informació i comunicació, 6 d'empreses financeres, 1 d'una empresa immobiliària, 2 d'empreses de serveis i 1 d'una entitat de l'administració pública.
Dels 3 establiments de servei als particulars que hi havia el 2009, 2 eren paletes i 1 lampisteria.
L'any 2000 a Maisons hi havia 6 explotacions agrícoles que ocupaven un total de 219 hectàrees.

## Equipaments sanitaris i escolars
El 2009 hi havia una escola elemental integrada dins d'un grup escolar amb les comunes properes formant una escola dispersa.

## Poblacions més properes
El següent diagrama mostra les poblacions més properes.